# Infernophilus castaneus
Infernophilus castaneus är en skalbaggsart som beskrevs av Horn. Infernophilus castaneus ingår i släktet Infernophilus och familjen jordlöpare. Inga underarter finns listade i Catalogue of Life.